# IC 5283
IC 5283 је спирална галаксија у сазвјежђу Пегаз која се налази на листи објеката дубоког неба у Индекс каталогу.
Деклинација објекта је + 8° 53' 38" а ректасцензија 23h 3m 17,7s. Привидна величина (магнитуда) објекта IC 5283 износи 14,3 а фотографска магнитуда 15,0. IC 5283 је још познат и под ознакама MCG 1-58-26, CGCG 405-27, ARP 298, KCPG 575B, PGC 70350.